# Jan Hansen
Jan Hansen (ur. 14 lutego 1955 w Trondheim) – norweski piłkarz występujący na pozycji pomocnika. 

## Kariera klubowa
Hansen karierę rozpoczynał w drużynie Ranheim Fotball. W 1975 roku przeszedł do Rosenborga. W sezonie 1977 spadł z nim z pierwszej ligi do drugiej, ale w następnym wywalczył jednak awans do pierwszej. Barwy Rosenborga reprezentował do końca kariery w 1988 roku. Przez ten czas wraz z zespołem zdobył jeszcze dwa mistrzostwa Norwegii (1985, 1988) oraz Puchar Norwegii (1988).

## Kariera reprezentacyjna
W reprezentacji Norwegii Hansen zadebiutował 13 sierpnia 1975 przegranym 0:2 meczu eliminacji Mistrzostw Europy 1976 ze Szwecją. W latach 1975–1981 w drużynie narodowej rozegrał 19 spotkań.